# Velaine-en-Haye
Velaine-en-Haye korábbi község Franciaországban, Meurthe-et-Moselle megyében. Lakosainak száma 1900 fő (2018. január 1.). Velaine-en-Haye Champigneulles, Fontenoy-sur-Moselle, Gondreville, Liverdun, Maron és Sexey-les-Bois községekkel határos.
2019. január 1-jén Sexey-les-Bois korábbi községgel egyesült és az így létrejött Bois-de-Haye új község része lett.

## Népesség
A település népessége az elmúlt években az alábbi módon változott:
| Lakosok száma | 1671 | 1821 | 1960 | 1879 | 1900 |
|               | 2013 | 2015 | 2016 | 2017 | 2018 |